# Trechaleidae
Trechaleidae là một họ nhện gồm 104 loài được xếp vào 18 chi.

## Phân loại
Xem Danh sách các loài trong họ Trechaleidae.